# Link (ニュース番組)
『#Link』（リンク）は、2023年4月3日からテレビ宮崎（UMK）で平日夕方6時台（18時台）に放送されているローカルワイドニュース番組である。
25年にわたって放送された『UMKスーパーニュース』の後継番組としてスタートした。

## 出演者

### メインキャスター
☆は『4時どき!』を兼務。
- 児玉泰一郎（月曜 - 金曜）☆
- 宮崎愛子（月曜 - 水曜）
- 永井友梨（木曜・金曜）☆

### フィールドキャスター
☆は『4時どき』を兼務。
- 藤崎祐貴
- 瀬良有里奈☆
- オカファーエニス豪☆